# AMD 라이브!
AMD 라이브!(AMD Live!)는 2005년에 AMD사가 발행한 이름으로 자사 하드웨어 제품을 사용하는 전문 음악가와 다른 미디어 생산자들의 지원을 모으는 데 주력한다. 주로 옵테론 서버와 워크스테이션 계열의 중앙 처리 장치에 초점을 맞추고 있다.
AMD는 2006년에 AMD 라이브!를 플랫폼 마케팅 이니셔티브로 확장하여 전자 제품에 초점을 두었으며, 또 세그먼트 데스크톱 계열의 프로세서의 성능에 초점을 맞추었다. AMD 라이브!는 2006년 1월 4일에 언론을 통해 공식 발표하였다.
AMD 라이브!는 하나는 소프트웨어 용어로, 나머지 하나는 컴퓨터 하드웨어 용어로, 이렇게 두 가지로 나뉜다. 소프트웨어 부분은 사용자의 인터넷과 멀티미디어 체험에 중점을 둔 반면 하드웨어 부분의 경우 멀티미디어 파일을 관리하는 시스템의 성능과 전자제품, 개인용 컴퓨터를 컴퓨터 케이스로 통합하는 데 중점을 둔다.

## 기능
AMD 라이브!는 어웨이(away) 모드(메인보드를 통해 지원), 시스템 최대 절전 모드, 그리고 필요한 경우 빠른 컴퓨터 시작의 기능을 제공한다. AMD 라이브!는 또한 소프트웨어 부분을 포함하여 디지털 엔터테인먼트 체험을 강화하는 데 초점을 둔다. 이를 AMD 라이브! 엔터테인먼트 제품군으로 이름을 정한 바 있다.

## 하드웨어 구성

### AMD 라이브! 개인용 컴퓨터
AMD에 따르면 AMD 라이브! PC 플랫폼은 다음과 같은 최소 사항을 만족하여야 한다:
- 듀얼 코어 AMD 프로세서, 애슬론 64 X2/애슬론 X2 4200+ 이상, 애슬론 64 FX (FX-70 시리즈 제외), 페넘 계열 프로세서
- 냉각팬과 히트싱크를 갖춘 전원 공급장치
- 1 기가바이트의 DDR2 램
- NCQ 기술을 지원하는 SATA 하드 디스크
  - FX 프로세서 시리즈 기반 시스템, RAID 배열로 2 개 이상 하드 디스크를 요구함
- DVD+/-RW 광 디스크 드라이브
- 윈도우 비스타에서 제공하는 에어로를 지원하는 그래픽 카드
  - FX 시리즈 프로세서 기반 시스템의 경우, 둘 이상의 그래픽 카드 구성이 요구된다 (SLI 또는 크로스파이어)
- 화면 출력: VGA, DVI, HDMI (HDCP는 선택 사항)
- 최대 7.1 서라운드 사운드 출력 (S/PDIF 출력은 선택 사항)
- 마이크로소프트 윈도우 XP 미디어 센터 에디션 또는 윈도우 비스타 프리미엄 / 얼티밋
- (권장) 무선 키보드 및 포인팅 장치 (마우스)
- (권장) TV 수신 카드 (ATI HDTV 원더/TV 원더, 오픈케이블)
- (선택 사항) 리모컨
- (선택 사항) 기가비트 이더넷
- (선택 사항) 무선 네트워크 연결: 802.11g 또는 802.11a/g 결합

AMD는 AMD 라이브!가 블루레이 디스크와 HD DVD를 2007년 3/4분기에 지원할 것이라고 발표하였다.

### AMD 라이브! 노트북 컴퓨터
CES 2007에 따르면, AMD 라이브! 노트북 컴퓨터는 다음의 사양을 요구한다:
- AMD 튜리온 64 X2 CPU
- 다른 시스템 부품은 Kite 플랫폼이라는 코드 이름으로 시작하는 최종 AMD 모바일 플랫폼의 가이드라인을 따른다.

### AMD 라이브! 홈 시네마 시스템
CES 2007에서 소개된 AMD 라이브! 홈 시네마는
홈시어터 시스템의 기능과 개인용 컴퓨터의 기능을 결합한 플랫폼이다. 높은 성능의 소리 증폭 장치 (최대 7.1 채널)를 통해 소유자가 영화, 방송과 같은 고선명 콘텐츠를 저장하고 접근할 수 있게 도와 준다. 그뿐 아니라, DVR/PVR 기능, 사진, 슬라이드 쇼, 음악, 인터넷 콘텐츠도 이용할 수 있다.
AMD는 "AMD 홈 시네마 B 미디어 센터"라는 이름의 MCE 시스템 디자인을 밀고 나갔다. 이것은 MCE 시스템 빌더와 함께 하는 협동 프로젝트이며, AMD 하드웨어 (AMD 프로세서, 하드웨어 고선명 비디오 디코딩을 지원하는 ATI 레이디언 그래픽스)와 윈도우 비스타 홈 프리미엄이 미리 설치되어 있어야 한다. AMD는 2007년에 컴퓨터 본체(ACE 컴퓨터스가 제조)를 상품화하였다.
AMD 라이브! 홈 시네마 시스템은 다음의 규격을 따른다:
- AMD 애슬론 64 X2 CPU
- ATI TV 원더 디지털 케이블 튜너[4]
- 5채널 서라운드 사운드 클래스 D 증폭기 시스템 (적어도 100 와트의 출력/채널을 요구)
- 적외선 리모컨이 반드시 필요함

### AMD 라이브! 미디어 서버
CES 2007이 발표한 다른 제품으로는 AMD 라이브! 미디어 서버가 있으며, HP 미디어스마트 미디어 서버를 포함하고 있다. 다음과 같은 규격을 따른다.:
- 마이크로소프트 윈도 홈 서버에서 실행
- AMD 셈프론 프로세서
- DTX 폼 팩터 메인보드
- RAID 기능

### AMD 라이브! 울트라 PC/AMD 라이브! 울트라 노트북 컴퓨터
CES 2008에 따르면, AMD 라이브! 울트라 PC와 AMD 라이브! 울트라 노트북 컴퓨터는 하이엔드 AMD 플랫폼을 이용한다. 스파이더/카트휠(Spider/Cartwheel)이라는 코드 이름의 데스크톱 플랫폼이나 코드 이름 "퓨마 모바일 플랫폼"을 사용한다.
시스템 규격은 다음과 같다:
- 멀티 코어 AMD 페넘 프로세서 또는 튜리온 울트라 프로세서
- ATI 레이디언 HD 2000/3000 계열의 그래픽 제품 (모빌리티 레이디언 HD 2000/3000 시리즈 포함)
  - 통합 그래픽을 포함할 수도 있다
  - (선택 사항) ATI 크로스파이어 기술
- AMD 칩셋
- 위에 언급된 AMD 라이브! PC의 다른 요구사항

## 소프트웨어

### AMD 라이브! 엔터테인먼트 제품군
온라인 멀티미디어 체험을 강화하기 위해 다음과 같은 기능형 소프트웨어를 선택할 수 있다:
- AMD 라이브! 온 디멘드(On Demand, Orb Networks 소프트웨어) - TV 녹화, 공유 소프트웨어
- AMD 라이브! 컴프레스(Compress) - 영상 압축 소프트웨어로, 원본 크기에서 최대 10배까지 압축할 수 있다.
- AMD 라이브! 네트워크 매직(Network Magic) - 네트워크 관리 소프트웨어
- AMD 라이브! 로그메인(LogMeIn) - 원격 제어 소프트웨어
- AMD 라이브! 미디어 볼트(Media Vault) - 25GB의 무료 온라인 공간
- AMD 라이브! 커뮤니케이터 (슬라이트스피드 제공) - 인스턴트 메시징 소프트웨어
- AMD 라이브! 게임 (와일드탄젠트 제공)
- AMD 라이브! 키드로켓(KidRocket) - 적절하지 못한 정보를 차단하는 어린이용 웹 브라우저

몇 가지 소프트웨어와 서비스가 CES 2007에서 다음과 같이 발표되었다:
- AMD 라이브! PodShow TV
- AMD 라이브! 마이TV 투고(MyTV ToGo, 록시오 제공)
- AMD 라이브! 퓨전 튠스 (Proxure 제공)
- AMD 라이브! MCE 백업 (Proxure 제공)
- AMD 라이브! TV 지니 (Proxure 제공)
- AMD 라이브! 디지털 커리어 (YouSendIt 제공)

### AMD 라이브! 익스플로러
AMD는 AMD 라이브!의 특별한 콘텐츠를 쉽게 제어하고 관리할 수 있게 하기 위해, AMD 라이브!를 위한 GUI의 표준을 보여 주었다. 이 소프트웨어는 나중에 AMD 라이브! 익스플로러라고 이름이 붙었으며 베타 테스팅 버전이 CES 2008을 통해 공개되었으며 다운로드 받을 수 있다. 이 소프트웨어는 "라이브! 모드" 3차원 파노라마 인터페이스인 케로젤(Carousel)이라는 기능을 제공함으로써 사진, 앨범, 영상을 축소판 형태로 탐색할 수 있다. 이 응용 프로그램은 또한 브라우저가 자체 통합되어 있으며 인터넷을 하는 동안 영상을 보는 등의 기능을 제공한다.

## 관련 이니셔티브

### AMD 라이브! 레디
2007년 3월 15일에독일 하노버에서 세빗 2007을 시작하기 앞서, AMD는 "AMD 라이브! 레디" 프로그램을 발표하였다. 다른 주변 기기와 시스템 부품이 AMD 라이브! 레디 프로그램 로고를 붙임으로써 AMD! 라이브 시스템으로 인증받게 하기 위함이다.
이를 지원하는 회사는 버팔로 테크놀로지, 코렐 코퍼레이션, 크리에이티브 테크놀로지, D-Link 시스템즈, 네로 AG, 넷기어, 엔비디아, Orb Networks, 시게이트, 테라텍, ZyXEL이다.
AMD 라이브! 레디 프로그램으로 분류한 상품은 다음을 포함한다:
- 세트톱 박스
- 포터블 미디어 플레이어
- MP3 플레이어와 같은 음악 장치
- 네트워크 장치
- TV 수신 카드
- 하드 디스크, 광 디스크 드라이브와 같은 기억 장치
- 웹캠 (웹 카메라)
- 윈도우 비스타용 응용 소프트웨어

### 액티브 TV 이니셔티브
세빗 2007 이전에 액티브 TV 이니셔티브가 발표되었다. 이 이니셔티브는 유튜브와 같은 온라인 영상을 통해 사용자가 TV 웹 채널을 원하는 대로 만들 수 있고, 하드웨어 개발자들에게 HDTV, 세트톱 박스, 게임기와 같은 네트워크 엔터테인먼트 장치에 추가되는 임베디드 소프트웨어로서의 부가 가치 솔루션을 제공한다. 이를테면 액티브 TV 소프트웨어(미디어몰 테크놀로지스와 같은 소프트웨어 회사가 제공)는 홈 네트워크가 연결된 PS2와 같이 게임기용 게임 CD로 불러올 수 있다.(BroadQ가 제공). 그 뒤에 게임기는 네트워크로 연결된, 액티브 TV 소프트웨어를 실행하고 있는 개인용 컴퓨터를 통해 음악, 영상, 사진 콘텐츠를 인터넷으로부터 가져온다.. 나중에 엑스박스 360, 위 플랫폼에 이러한 기능을 지원할 것으로 알려져 있다.
AMD는 이 이니셔티브에 대한 웹 페이지를 시작하였으며 윈도우 XP와 비스타용 시뮬레이터의 다운로드를 제공하였다. (액티브 TV 페이지)

## 참조
1. ↑  “The Inquirer report”. 2012년 9월 15일에 원본 문서에서 보존된 문서. 2008년 4월 11일에 확인함.
2. ↑  DigiTimes report
3. ↑  The Inquirer report 보관됨 2016-03-04 - 웨이백 머신, retrieved August 1, 2007
4. ↑  TechReport report
5. ↑  AMD LIVE! Explorer beta download page 보관됨 2008-12-16 - 웨이백 머신, retrieved January 11, 2008
6. ↑  AMD press release
7. 1 2  RedHerring report
8. ↑  “TGDaily report”. 2008년 4월 12일에 원본 문서에서 보존된 문서. 2008년 4월 11일에 확인함.